# Climie Fisher

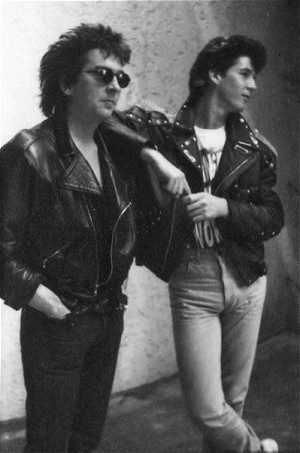
Climie Fisher (1988)

Climie Fisher war ein britisches Popduo, bestehend aus Simon Climie (* 1960) und Rob Fisher (* 1956/1959, † 1999).

## Werdegang
Simon Climie begann seine musikalische Karriere als Texter für Leo Sayer und Roger Daltrey. Er arbeitete an Fridas zweitem Soloalbum mit und war Co-Autor des Liedes Invincible, mit dem Pat Benatar im Sommer 1985 Platz 8 der US-Charts erreichte. Weitere Lieder schrieb er z. B. für Smokey Robinson und Jeff Beck. Von ihm stammt auch I Knew You Were Waiting (For Me), das Anfang 1987 für Aretha Franklin und George Michael zu einem großen Hit wurde.
Rob Fisher spielte in verschiedenen Gruppen und letztlich 1982 bei Naked Eyes. Da größerer Erfolg jedoch ausblieb, arbeitete er anschließend als Studiomusiker. Dabei traf er auf Climie. Schnell stellte sich die Gemeinsamkeiten der beiden Keyboarder heraus und es kam zur Gründung des Duos Climie Fisher. 
Bekannt wurden sie durch die Hitsingle Love Changes (Everything), die im Herbst 1987 Platz 2 der britischen Charts erreichte. Dabei kam das Lied in England zunächst überhaupt nicht in die höheren Chartregionen. Erst als es in Deutschland auf Platz 7 der Charts stieg, avancierte es auch im Vereinigten Königreich zum Top-10-Hit. Ein weiterer erfolgreicher Titel wurde Rise to the Occasion, der Platz 10 in den britischen Hitparade erreichte. Zusammen brachten Climie und Fisher die Alben Everything (1988) und Coming in for the Kill (1989) heraus.
Rob Fisher starb im August 1999 nach längerem Kampf an Darmkrebs. Simon Climie arbeitet heute als Songschreiber, unter anderem mit Eternal und Eric Clapton.

## Trivia
- Auf dem Album Trouble Over Bridgewater von Half Man Half Biscuit ist ein Titel mit dem Namen The Ballad of Climie Fisher.

## Diskografie

### Studioalben
| Jahr | Titel                  | Höchstplatzierung, Gesamtwochen, AuszeichnungChartplatzierungen (Jahr, Titel, Platzierungen, Wochen, Auszeichnungen, Anmerkungen) | Höchstplatzierung, Gesamtwochen, AuszeichnungChartplatzierungen (Jahr, Titel, Platzierungen, Wochen, Auszeichnungen, Anmerkungen) | Höchstplatzierung, Gesamtwochen, AuszeichnungChartplatzierungen (Jahr, Titel, Platzierungen, Wochen, Auszeichnungen, Anmerkungen) | Höchstplatzierung, Gesamtwochen, AuszeichnungChartplatzierungen (Jahr, Titel, Platzierungen, Wochen, Auszeichnungen, Anmerkungen) | Anmerkungen                                                                                              |
| Jahr | Titel                  | DE | CH | UK | US | Anmerkungen                                                                                              |
| ---- | ---------------------- | --- | --- | --- | --- | --- |
| 1988 | Everything             | DE7 (23 Wo.)DE | CH10 (11 Wo.)CH | UK14 Gold · (36 Wo.)UK | US120 (16 Wo.)US | Erstveröffentlichung: Januar 1988 Produzenten: Simon Climie, Rob Fisher, Stephen Hague, Steve Lillywhite |
| 1989 | Coming In for the Kill | — | — | UK35 (2 Wo.)UK | — | Erstveröffentlichung: Oktober 1989 Produzenten: Simon Climie, Rob Fisher, Neil Dorfsman, Stewart Levine  |

### Singles
| Jahr | Titel Album                                             | Höchstplatzierung, Gesamtwochen, AuszeichnungChartplatzierungen (Jahr, Titel, Album, Platzierungen, Wochen, Auszeichnungen, Anmerkungen) | Höchstplatzierung, Gesamtwochen, AuszeichnungChartplatzierungen (Jahr, Titel, Album, Platzierungen, Wochen, Auszeichnungen, Anmerkungen) | Höchstplatzierung, Gesamtwochen, AuszeichnungChartplatzierungen (Jahr, Titel, Album, Platzierungen, Wochen, Auszeichnungen, Anmerkungen) | Höchstplatzierung, Gesamtwochen, AuszeichnungChartplatzierungen (Jahr, Titel, Album, Platzierungen, Wochen, Auszeichnungen, Anmerkungen) | Höchstplatzierung, Gesamtwochen, AuszeichnungChartplatzierungen (Jahr, Titel, Album, Platzierungen, Wochen, Auszeichnungen, Anmerkungen) | Anmerkungen                                                                          |
| Jahr | Titel Album                                             | DE | AT | CH | UK | US | Anmerkungen                                                                          |
| ---- | ------------------------------------------------------- | --- | --- | --- | --- | --- | ------------------------------------------------------------------------------------ |
| 1987 | Love Changes (Everything) Everything                    | DE7 (18 Wo.)DE | AT5 (16 Wo.)AT | CH8 (12 Wo.)CH | UK2 Silber · (16 Wo.)UK | US23 (18 Wo.)US | Erstveröffentlichung: August 1987 Autoren: Dennis Morgan, Simon Climie, Rob Fisher   |
| 1987 | Rise to the Occasion Everything                         | DE14 (15 Wo.)DE | AT19 (2 Wo.)AT | — | UK10 (12 Wo.)UK | — | Erstveröffentlichung: Oktober 1987 Autoren: Dennis Morgan, Simon Climie, Rob Fisher  |
| 1988 | Keeping the Mystery Alive Everything                    | DE35 (9 Wo.)DE | — | — | — | — | Erstveröffentlichung: Januar 1988 Autoren: Simon Climie, Rob Fisher, Dennis Morgan   |
| 1988 | This Is Me Everything                                   | DE60 (4 Wo.)DE | — | — | UK22 (5 Wo.)UK | — | Erstveröffentlichung: Mai 1988 Autoren: Simon Climie, Rob Fisher                     |
| 1988 | I Won’t Bleed for You Everything                        | — | — | — | UK35 (4 Wo.)UK | — | Erstveröffentlichung: August 1988 Autoren: Simon Climie, Rob Fisher, Dennis Morgan   |
| 1988 | Love Like a River Everything Reissue                    | DE54 (7 Wo.)DE | AT18 (8 Wo.)AT | — | UK22 (8 Wo.)UK | — | Erstveröffentlichung: Dezember 1988 Autoren: Dennis Morgan, Simon Climie, Rob Fisher |
| 1989 | Facts of Love Coming In for the Kill                    | DE54 (12 Wo.)DE | — | — | UK50 (3 Wo.)UK | — | Erstveröffentlichung: August 1989 Autoren: Dennis Morgan, Simon Climie, Rob Fisher   |
| 1989 | Fire on the Ocean Coming In for the Kill                | — | — | — | UK89 (2 Wo.)UK | — | Erstveröffentlichung: November 1989 Autoren: Dennis Morgan, Simon Climie, Rob Fisher |
| 1990 | It’s Not Supposed to Be That Way Coming In for the Kill | — | — | — | UK77 (2 Wo.)UK | — | Erstveröffentlichung: Mai 1990 Autoren: Dennis Morgan, Simon Climie, Rob Fisher      |

Weitere Singles
- 1986: This Is Me (This Is It’ Mix)
- 1987: Rise to the Occasion (Hip Hop Mix)